# 景骞
景骞（？—338年），中国五胡十六国时代成汉皇帝李期的尚书令。
大成太宗李雄玉衡年间，景骞任司隶校尉。334年，李期杀太子李班篡位，轻视旧臣，信任景骞等人，以其为尚书令，封河南公。与尚书姚华等把持朝政。滥杀宗室旧臣多。因为汉王、大将军李寿握重兵，密谋袭杀寿寿。玉恒四年（338年）李寿自涪陵起兵袭击成都，称景骞等乱政，诛景骞以清君侧。兵临成都城下。李寿掌握朝政，逼迫李期杀景骞。